# 相馬理
相馬 理（そうま さとる、1996年10月23日 - ）は、日本のモデル、タレント、俳優、インフルエンサー。YouTuber集団「真夜中の12時」のメンバー。静岡県静岡市清水区出身。BOY NEXT DOOR（旧：COUPE MANAGEMENT）所属。

## 経歴
上京して横浜にある商社にて洗剤系の営業マンとして働いていたが、何か新しく始めたいという気持ちで、友人がやっていたサロンモデルに興味を持ち始める。2017年春よりCOUPE MANAGEMENTに所属しサロンモデル活動を始める。当初は本業の営業職が忙しく、頻繁にサロンモデルとして活動していなかったが、2018年末に4年間勤めた商社を退社し、以降は芸能活動に専念する。
2018年3月、ダイエットサポートアプリ「FiNCキレイウォーク」に起用され、これがメディアへの初露出であった。2019年6月からはFiNC Technologiesと公式アンバサダー契約を結び、フィットネスやストレッチのトレーナーとしても活動している。
2018年8月よりAbemaTV（現：ABEMA）のリアリティ番組『私の年下王子さま』の新メンバーとして出演。くしゃっとした笑顔と紳士な振る舞いで、スタジオメンバーの木下優樹菜の推し王子になるなど人気を博し、第2シーズンにあたる『私の年下王子さま Winter Lovers』にも継続して出演した。両シーズンに連続して出演した唯一の男性メンバーである。
2019年10月に舞台初出演。新型コロナウイルスが流行し、外出自粛が呼びかけられていた2020年5月にはリモート制作ドラマ2本に立て続けに出演し、役者活動にも幅を広げている。
2019年11月からはCOUPE MANAGEMENTがプロデュースする5人組YouTuber集団「真夜中の12時」のメンバーとしても活動し、さとるんの愛称で出演。下ネタ、ドッキリ、女装、検証、モニタリングなどの企画に挑戦している。イメージカラーはレッド。メンバーの新納侃（現：新納直）とは、住まいを共にしている。
2021年9月、FODで配信のドラマ『スイートリベンジ』にてゲスト主演として連続ドラマ初出演を果たした。
2024年3月から2025年2月まで放送されたスーパー戦隊シリーズ第48作『爆上戦隊ブンブンジャー』にて、メインキャストの振騎玄蕃 / ブンオレンジ役としての出演を果たす。戦隊ヒーロー役は「数年間ずっと受けさせていただいていたオーディションだった」と念願が叶ったものと明かしている。

## 人物
子供のころからスポーツが好きで、中学時代（清水第五中学）はサッカー部、高校時代（静岡北高校）はフットサルチームを友人と作っていた。地元のプロサッカーチーム・清水エスパルスのサポーターだった。
学生時代にサッカーのために始めたランニングを今でも続けるなど、体を動かすことを趣味とし、サッカーやゴルフが特技。
子供のころは『忍風戦隊ハリケンジャー』、『仮面ライダー555』、『仮面ライダーW』を観ていたという。

## 出演

### テレビ番組
- フィンク1分フィット（2020年5月4日 - 7日、テレビ朝日） - インストラクター[17]
- 世界で一番怖い答え「ドライブレコーダー」（2021年9月12日、フジテレビ） - 浩二 役
- あざとくて何が悪いの?（テレビ朝日）
  - あざとくて何が悪いの? 再現ドラマ（2021年12月11日・31日） - 山本守 役
  - あざと連ドラ 第5弾「東京であざとく頑張って何が悪いの?〜上京ガールの成長日記〜」（2022年6月5日 - 9月25日） - 高野亘 役

### ウェブテレビ
- 私の年下王子さま 第8話 - 最終話（2018年8月25日 - 9月29日、AbemaTV）
  - 私の年下王子さま Winter Lovers（2018年11月3日 - 2019年1月26日、AbemaTV）
- 主役の椅子はオレの椅子 シーズン1（2020年9月16日 - 12月23日、ABEMA）

### テレビドラマ
- ほぼ日の怪談。 第2話「見てはいけない者」（2020年9月2日、テレビ神奈川） - 佐久間隼人 役
- 美しい彼（MBS・TBS） - 立花 役
  - シーズン1 第1話 - 第3話（2021年11月19日 - 12月3日）[18]
  - シーズン2 最終話（2023年3月1日）
- スーパー戦隊シリーズ（テレビ朝日）
  - 暴太郎戦隊ドンブラザーズ ドン8話（2022年4月24日） - 若者 役
  - 爆上戦隊ブンブンジャー（2024年3月3日 - 2025年2月9日） - 振騎玄蕃 / ブンオレンジ 役[19]
- 考察ミステリードラマ 意味が分かると怖い「配信停止になった婚活ドキュメンタリー」（2023年10月22日 - 11月26日、テレビ朝日） - 別所孝太郎 役
- 恋愛ルビの正しいふりかた（2025年7月14日 - 、TOKYO MX） - 鷲沢夏生 役[20]

### ウェブドラマ
- オンラインシネマ「Go!Con!」（2020年5月22日、ABEMA） - 蓮 役[9][12][21]
- あなたの夢叶えますガチャ ～アイドル編（2020年5月22日 - 30日、YouTube「ドリプラチャンネル」） - きっしー 役[9][12] ※Bチーム出演[22]
- スイートリベンジ 第9・10話（2021年9月14日・21日、FOD） - オレキング 役[15][23]
- SNSドラマ「ノンファンジブル」（2022年10月） - たつる 役
- 馬キュン男子 第2話「僕が支えさせて下さい！」最終コーナーで神出鬼没の馬キュンを見せる!？差し男（2022年10月20日、Youtube JRA公式チャンネル） - 差し男 役
- 【トヨタの安全安心】ブレない漢篇（2023年10月16日、Youtube トヨタYoutubeショールーム）
- クック兄弟 第1話 - （2025年4月13日 - 、Youtube クックマートTV）
- 爆上戦隊ブンブンジャー formation lap 始末屋 オブ ギャラクシー（2025年7月13日、東映特撮ファンクラブ） - ゲンバード・デ・リバリー二世 役[24]

### 映画
- HiGH＆LOW THE WORST X（2022年9月9日公開） - 瀬ノ門工業高校生徒 役
- 美しい彼～special edit version～（2023年4月7日公開） - 立花 役
- 爆上戦隊ブンブンジャー 劇場BOON! プロミス・ザ・サーキット（2024年7月26日公開） - 振騎玄蕃 / ブンオレンジ 役[25]
- NOT BEER（2025年5月30日公開） - 押切淳平 役[26]

### オリジナルビデオ
- スーパー戦隊シリーズ（東映ビデオ）
  - 暴太郎戦隊ドンブラザーズVSゼンカイジャー（2023年9月27日） - 編集者 役
  - 爆上戦隊ブンブンジャーVSキングオージャー（2025年10月29日） - 振騎玄蕃 / ブンオレンジ 役[27]

### 舞台
- Monkey Works Vol.02「キンギンヒシャカク!～乙女の一手～」（2019年10月4日・5日・12日・13日、新宿シアターモリエール）[28]　※ダブルキャスト、★組に出演
- 劇団ノーミーツ 第3回長編公演「それでも笑えれば」（2020年12月26日 - 30日、オンライン劇場「ZA」） - 古賀コウヘイ 役[29]
- "STRAYDOG" 30th Anniversary Produce「夕凪の街　桜の国」（2023年8月19日、広島県民文化センター 多目的ホール / 9月1日 - 3日、新国立劇場 小劇場） - 石川旭 役
- 朗読劇「エイダ」（2023年9月8日 - 10日、アニメイトシアター） - スタン・ローデン 役
- 爆上戦隊ブンブンジャーショーシリーズ第3弾 特別公演「アクセルブンブンブーン！届け、音楽の力！更なる加速、ブンブンパワー大爆走！！」（2025年1月2日 - 2月2日、シアターGロッソ） - 振騎玄蕃 / ブンオレンジ 役
- 爆上戦隊ブンブンジャーショーシリーズ第4弾「宇宙を越える熱き絆!爆アゲ!GロッソFINAL LAP!!」（2025年2月11日 - 3月23日　シアターGロッソ） - 振騎玄蕃 / ブンオレンジ 役
- 爆上戦隊ブンブンジャー ファイナルライブツアー2025（2025年3月30日、静岡市清水文化会館マリナート・大ホール / 4月5日、川商ホール(鹿児島市民文化ホール) / 4月6日、福岡サンパレス / 4月13日、仙台サンプラザホール / 4月20日、札幌文化芸術劇場 hitaru / 4月26日・27日、Niterra日本特殊陶業市民会館 / 4月29日、キッセイ文化ホール(長野県松本文化会館) / 5月10日、新潟県民会館 / 5月17日・18日、オリックス劇場）

### CM・広告
- メルカリチャンネル「メルカリチャンネルの使い方」
- DHC「恋素肌」（2019年6月） - みずきてぃの彼氏 役[30]
- レインボーシックス シージ「SQUADFINDER」トレーラー（2020年8月）[31]
- ケンタッキーフライドチキンチキンフィレバーガー「原点篇」（2023年 - ）

### MV
- 藤川千愛「片っぽのピアス」（2021年6月） - 彼氏 役[32]
- Lenny code fiction「TOKYO」（2022年7月)
- 鈴木鈴木「しゃあないや/鈴木鈴木 feat. SG」(2022年7月）
- 當山みれい「^^」（2023年1月）
- リアクション ザ ブッタ「あいかぎ」(2023年5月）

### 玩具
- 爆上戦隊ブンブンジャー ブンブンチェンジャー -MEMORIAL EDITION-（2025年8月）
- 爆上戦隊ブンブンジャー ブンブンチェンジアックス -MEMORIAL EDITION-（2025年10月）

### その他
- FiNCキレイウォーク ほめられムービー
- FiNC公式アンバサダー「ゆるラン部」
- Galaxy S10トークショー
- AbemaTV BOATRACEチャンネル イメージビジュアル
- GATSBY METARUBBER モデル（2023年2月）
- 清水エスパルス×爆上戦隊ブンブンジャーコラボイベントOLE FES2024～ようこそ、国立（ここ）は静岡～出演（2024年9月28日、国立競技場）
- 健康保険組合連合会web動画「令和のトレンド病撃退ストレッチ！」出演（2024年10月21日、Youtube 健康保険組合連合会）
- そうまっちFANMEETINGVol.1（2024年12月22日）

## 書籍

### 写真集
- S＋（2025年6月20日、KADOKAWA）

### デジタル写真集
- BoyAge-ボヤージュ- Extra 相馬理（2021年9月2日、KADOKAWA）

### カレンダー
- 相馬理 2025年カレンダー（2024年12月22日）

## ディスコグラフィ

### キャラクターソング
| 発売日        | 商品名                                                        | 歌 | 楽曲          | 備考                                             |
| ------------- | ------------------------------------------------------------- | --- | ------------- | ------------------------------------------------ |
| 2024年9月25日 | 爆上戦隊ブンブンジャーEP vol.3 (オリジナル・サウンドトラック) | ブンレッド/範道大也（井内悠陽）、ブンブルー/鳴田射士郎（葉山侑樹）、ブンピンク/志布戸未来（鈴木美羽）、ブンブラック/阿久瀬錠（齋藤璃佑）、ブンオレンジ/振騎玄蕃（相馬理）、さくらキッズ | 「にじ」      | 特撮テレビドラマ『爆上戦隊ブンブンジャー』関連曲 |
| 2025年1月29日 | 爆上戦隊ブンブンジャー キャラクターソングアルバム             | ブンオレンジ/振騎玄蕃（相馬理） | 「MIMIC」     | 特撮テレビドラマ『爆上戦隊ブンブンジャー』関連曲 |
| 2025年1月29日 | 爆上戦隊ブンブンジャー キャラクターソングアルバム             | THE BUNBUNZ | 「BAKUAGE!!」 | 特撮テレビドラマ『爆上戦隊ブンブンジャー』関連曲 |

### ユニットメンバー
1. ↑  井内悠陽、葉山侑樹、鈴木美羽、齋藤璃佑、相馬理、宮澤佑